# Gongju
Gongju (en coreano:공주시, romanización revisada: gongjusi, léase: Kóngchu) es una ciudad de la provincia de Chungcheong del Sur al centro-este de la república de Corea del Sur. Está ubicada a unos 130 km al sur de Seúl, a 30 km al sureste de Daejeon y cerca de la costa del mar Amarillo. Su área es de 940.6 km² y su población total es de  127.095 (2011).

## Administración
La ciudad de Gongju se divide en 6 distritos (dong), 10 municipios (myeon) y 1 villa (eup).

## Historia
Gongju, conocida como Ungjin (곰나루), fue capital del reino Baekje desde 475 al 538. En ese periodo el reino estuvo bajo la amenaza del reino Goguryeo. Goguryeo había invadido la capital anterior de Hanseong (hoy Seúl), lo que obligó a Baekje a encontrar un nuevo centro de fuerza. Mientras tanto, Gongju siguió siendo un importante centro hasta la caída del reino en el 660.